# Melissa Hoskins
Pour les articles homonymes, voir Hoskins.
Melissa Hoskins, née le 24 février 1991 à Kalamunda (en) en Australie-Occidentale et morte le 31 décembre 2023 dans la banlieue d'Adélaïde en Australie-Méridionale, est une coureuse cycliste australienne, multi-médaillée mondiale sur piste. 
En 2015, elle est championne du monde de poursuite par équipes avec Ashlee Ankudinoff, Amy Cure et Annette Edmondson. Lors des championnats du monde de cyclisme sur piste 2012 à Melbourne, elle remporte les médailles d'argent de la poursuite par équipes et du scratch.
Elle meurt après que son mari, Rohan Dennis, l'a percutée en voiture et trainée au sol sur plusieurs  centaines de mètres.

## Biographie

### Carrière
En mai 2012, Melissa Hoskins participe au Tour de l'île de Chongming où toutes les étapes se terminent au sprint. Elle remporte la première étape devant Rochelle Gilmore, se classe deuxième de l'étape suivante battue par Monia Baccaille et gagne la dernière étape devant l'Italienne. Elle est première du classement général final de cette course. Sur la manche de Coupe du monde éponyme qui suit, elle est devancée au sprint par Shelley Olds. Durant l'été, elle participe aux Jeux olympiques de Londres, où elle est quatrième de la poursuite par équipes avec Josephine Tomic et Annette Edmondson.
En 2015, après avoir été trois fois médaillée, l'équipe australienne de poursuite par équipes remporte le championnat du monde. Composée de Melissa Hoskins, Annette Edmondson, Ashlee Ankudinoff et Amy Cure, elle bat l'équipe britannique en finale et établit à cette occasion un record du monde, en 4 min 13 s 683.
En 2016, une pneumonie la prive de championnats du monde en début d'année. Aux Jeux olympiques de Rio, elle est victime d'une chute avec ses coéquipières durant un entraînement. Malgré quatre jours d'hospitalisation, elle reprend sa place dans l'équipe et dispute les deux premiers tours de la compétition de poursuite par équipes. Elle est absente du match de classement où ses coéquipières obtiennent la cinquième place du tournoi.
Elle arrête la compétition après ces Jeux. Elle envisage un temps de se consacrer à la route, puis annonce la fin de sa carrière en mai 2017.

### Vie privée
En mai 2017, Melissa Hoskins annonce ses fiançailles avec le cycliste Rohan Dennis et annonce dans le même temps arrêter sa carrière . Ils se marient en février 2018. Hoskins donne naissance à leur premier enfant, un fils, plus tard cette année-là, deux semaines et demie après que Dennis a remporté son premier titre de champion du monde du contre-la-montre. Ensemble, ils ont également un deuxième enfant. La famille partage son temps entre Gérone en Espagne, La Massana en Andorre et Adélaïde.

### Mort
Elle meurt le 31 décembre 2023, dans des circonstances restant à élucider. Alors que son mari Rohan Dennis était à bord de leur voiture, devant le domicile conjugal, elle se serait « agrippée à une poignée de porte, tandis que Dennis aurait conduit jusqu'à ce qu'elle tombe » selon la police. Une vidéo de caméra de surveillance montre que Rohan Dennis a conduit le véhicule en traînant son épouse jusqu'à sa chute. 
Melissa Hoskins meurt à l'âge de 32 ans des suites de ses blessures, au Royal Adelaide Hospital. 
Son mari est arrêté par la police avant d'être libéré sous caution. Il doit comparaitre devant un tribunal d'Adélaïde sous l'accusation d'« homicide involontaire par conduite imprudente et mise en danger de la vie d'autrui », le 13 mars 2024. Lors de cette comparution, l'affaire est reportée au 6 août 2024 pour « permettre à l'accusation de préparer son mémoire argumentaire et de déterminer pour quels chefs d'inculpation » il conviendra de poursuivre Rohan Dennis.
Lors de l'audience du 6 août 2024, les chefs d'accusation sont confirmés et le jugement est fixé au 30 octobre suivant. Rohan Dennis risque une peine de quinze ans d'emprisonnement. Le 14 mai 2025, il est finalement condamné à 17 mois de prison avec sursis, pour « création d'un risque de préjudice » et non pour homicide.

## Palmarès sur piste

### Jeux olympiques
- Londres 2012
  - 4e de la poursuite par équipes

### Championnats du monde
- Moscou 2009
  -  Championne du monde de poursuite par équipes juniors (avec Michaela Anderson et Megan Dunn)
- Melbourne 2012
  -  Médaillée d'argent de la poursuite par équipes
  -  Médaillée d'argent du scratch
- Minsk 2013
  -  Médaillée d'argent de la poursuite par équipes
  - 15e du scratch
- Cali 2014
  -  Médaillée de bronze de la poursuite par équipes
- Saint-Quentin-en-Yvelines 2015
  -  Championne du monde de poursuite par équipes (avec Annette Edmondson, Ashlee Ankudinoff, Amy Cure)

### Coupe du monde
- 2010-2011
  - 3e de la poursuite par équipes à Pékin
- 2011-2012
  - 1re du scratch à Londres
- 2012-2013
  - 2e de la poursuite par équipes à Glasgow
- 2013-2014
  - 3e de la poursuite par équipes à Aguascalientes
- 2014-2015
  - 2e de la poursuite par équipes à Londres

### Championnats d'Océanie
- Adelaïde 2010
  -  Médaillée d'or de l'omnium
  -  Médaillée d'argent de la course aux points

### Championnats nationaux
- Championne d'Australie de poursuite par équipes : 2008, 2009 et 2010 (avec Sarah Kent et Josephine Tomic) et 2011 (avec Isabella King et Josephine Tomic)
- Championne d'Australie de course aux points : 2015

## Palmarès sur route
- 2011
  - 2e étape du Czech Tour
- 2012
  - Tour de l'île de Chongming : 
    - Classement général
    - 1re et 3e étapes

  -  Médaillée d'argent au championnat du monde du contre-la-montre par équipes
  - 2e du Tour of Chongming Island World Cup (Cdm)
  - 2e du championnat d'Australie du critérium
- 2013
  -  Médaillée de bronze au championnat du monde du contre-la-montre par équipes
  - 3e de l'Open de Suède Vårgårda Time Trial (contre-la-montre par équipes)
- 2014
  -  Médaillée d'argent au championnat du monde du contre-la-montre par équipes
  - 3e du Ronde van Gelderland
  - 5e du Tour of Chongming Island World Cup (Cdm)
- 2015
  - 4e étape du Santos Women's Tour
  - 2e du Santos Women's Tour